# Синдекан 1
Синдекан 1 (англ. syndecan 1; CD138) — мембранный белок, протеогликан семейства синдеканов, или трансмембранных гепарансульфатпротеогликанов. Всего описано 4 белка этого семейства. Продукт гена человека SDC1.

## Функции
Белок является трансмембранным гепарансульфатпротеогликаном, входит в семейство синдеканов. Синдеканы опосредуют связывание клеток, передачу сигнала в клетке и организацию цитоскелета. Являются рецепторами для Tat-белка вируса ВИЧ. Синдекан 1 участвует в клеточной пролиферации, клеточной миграции и клеточном взаимодействии с белками внеклеточного матрикса.

## Структура
Синдекан 1 несёт гепарансульфатные и хондроитинсульфатные цепи, которые обеспечивают связь цитоскелета с внеклеточным матриксом. Связывается с CDCP1.
Отщепление эктодомена приводит к образованию растворимой формы белка. Отщепление может происходить под действием гепараназы, тромбина и эпидермального фактора роста, а также при стрессе и в процессе заживления раны.
Белок состоит из 288 аминокислот, молекулярная масса белковой части — 32.5 кДа. Включает N-концевой внеклеточный домен (232 аминокислоты), единственный спиральный трансмембранный фрагмент и небольшой цитозольный участок. На внеклеточном домене находится 6 участков гликозилирования: 3 участка присоединения O-хондроитинсульфатных цепей, 2 участка присоединения O-гепарансульфатных цепей и 1 участок N-гликозилирования. Цитозольный фрагмент содержит фосфорилируемый тирозин.

## Применение
Синдекан 1 используется в качестве маркёра плазматических клеток, если известно, что клетки произошли из клеток крови.